# Emma Corrin
Emma-Louise Corrin (* 13. prosince 1995 Royal Tunbridge Wells) je britská herečka. Proslavili se rolí princezny Diany v dramatickém seriálu Koruna.

## Život
Narodili se v Royal Tunbridge Wells v Anglii. Jejich otec, Chris Corrin, je podnikatel a jejich matka, Juliette Corrin, je logopedka z Jihoafrické republiky. Mají dva mladší bratry, Richarda a Jontyho. Rodina sídlí v Sealu v hrabství Kent.
Navštěvovali dívčí internátní školu Woldingham v Surrey, kde rozvinuli jejich zájem o herectví a tanec. Před absolvováním školy si dali roční pauzu, během níž absolvovali kurz hraní v Shakespearových hrách na Londýnské akademii múzických a dramatických umění. Také dobrovolně působili jako učitel ve škole v Knysně v Jihoafrické republice. Corrin nejprve studovali herectví na univerzitě v Bristolu, ale později přešli na St John's College v Cambridge (na vzdělávání, angličtinu, herectví a umění).
Od roku 2021 se Emma Corrin označuje za queer a nebinární osobu a používá zájmena they/them. Od roku 2024 žije s hercem Rami Malekem.

## Tvorba
V roce 2020 ztvárnili princeznu Dianu v seriálu Koruna. Za svůj výkon získali Zlatý glóbus za nejlepší herečku v dramatickém seriálu, cenu Critics' Choice Television Awards a cenu Sdružení filmových a televizních herců za nejlepší obsazení (drama). Mezi významné filmové role patří role v britské komedii Problémissky, role Anny Harding v hororovém dramatu Roberta Eggerse Nosferatu nebo role holohlavé záporačky Cassandry Novy v marvelovském filmu Deadpool & Wolvewrine.

## Filmografie

### Film
| Rok  | Název                      | Role               | Poznámky    |
| ---- | -------------------------- | ------------------ | ----------- |
| 2017 | Cesare                     | Mica               |             |
| 2018 | Alex's Dream               | Beth               | krátký film |
| 2020 | Problémissky               | Jillian Jessup     |             |
| 2022 | Můj policista              | Marion Taylor      |             |
| 2022 | Milenec lady Chatterleyové | lady Chatterleyová |             |
| 2024 | Deadpool & Wolverine       | Cassandra Nova     |             |
| 2024 | Nosferatu                  | Anna Harding       |             |

### Televize
| Rok  | Název                       | Role            | Poznámky               |
| ---- | --------------------------- | --------------- | ---------------------- |
| 2019 | Grantchester                | Esther Carter   | 1 díl                  |
| 2019 | Pennyworth                  | Esme Winikus    | 4 díly                 |
| 2020 | Koruna                      | princezna Diana | hlavní role ve 4. řadě |
| 2024 | Vražda na samém konci světa | Darby Hart      | hlavní role, minisérie |